# Hermandad de la Sentencia (Córdoba)
La Ilustre Hermandad del Santísimo Sacramento, Nuestra Señora de la Alegría y Cofradía de Nazarenos de Nuestro Padre Jesús de la Sentencia, María Santísima de Gracia y Amparo y San Nicolás de Bari es una hermandad de culto católico, ubicada en el centro de Córdoba (Andalucía, España), que hace estación de Penitencia en Semana Santa el Lunes Santo. Tiene sede canónica en la parroquia de San Nicolás de la Villa.
Fue fundada en 1944 por un grupo de feligreses, constituido por prestigiosos letrados y conocidos industriales de Córdoba, esta nueva hermandad fue apoyada por Paulino Seco Herrera, cuyo primer título fue el de Jesús ante Pilatos, el cual es sustituido en 1946 por Nuestro Padre Jesús de la Sentencia. El Lunes Santo de 1945, realiza estación de penitencia, siendo la única en hacerlo hasta que se incorpora la Hermandad del Remedio de Ánimas.
En el año 1976 se incorpora en la Hermandad la imagen de María Santísima de Gracia y Amparo, que realiza su primera estación de penitencia en 1979.
También se le encarga al imaginero Miguel Ángel González Jurado la ejecución de una Virgen de Gloria, titulada como Nuestra Señora de la Alegría, que viene sustituyendo a la anterior ya irrecuperable.
Actualmente la Hermandad procesiona en la tarde del Lunes santo, acompañando a dos de sus tres advocaciones, en primer lugar El Señor de la Sentencia acompañado musicalmente por la “Centuria Romana Macarena” (Sevilla), y en segundo lugar María Santísima de Gracia y Amparo, con la Banda Municipal "Nuestra Señora del Águila" de Alcalá de Guadaíra de Sevilla (2017).

## Imágenes titulares
- Nuestro Padre Jesús de la Sentencia:

La imagen del Señor es obra de Juan Martínez Cerrillo en el año 1944, restaurada en 1994 por Miguel Ángel González Jurado, que le talló un nuevo cuerpo en 1996. El resto de imágenes son también de Miguel Ángel González Jurado en 1993.
Nuestro Padre Jesús de la Sentencia representa el pasaje narrado por San Mateo 26,11-26 en el cual Jesús es sentenciado por Pilatos.
Destaca también el juego de potencias realizadas en plata de ley sobredoradas creadas por Jesús Domínguez en 1998.
La imagen del Señor es de madera policromada de 1,80 cm.

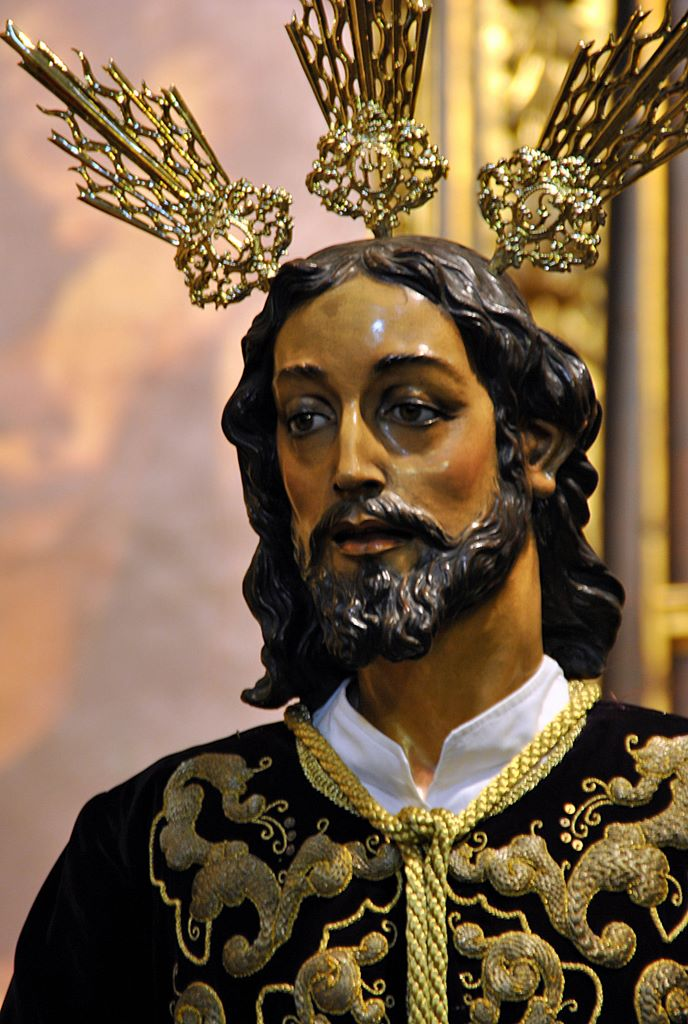
Ntro. Padre Jesús de la Sentencia

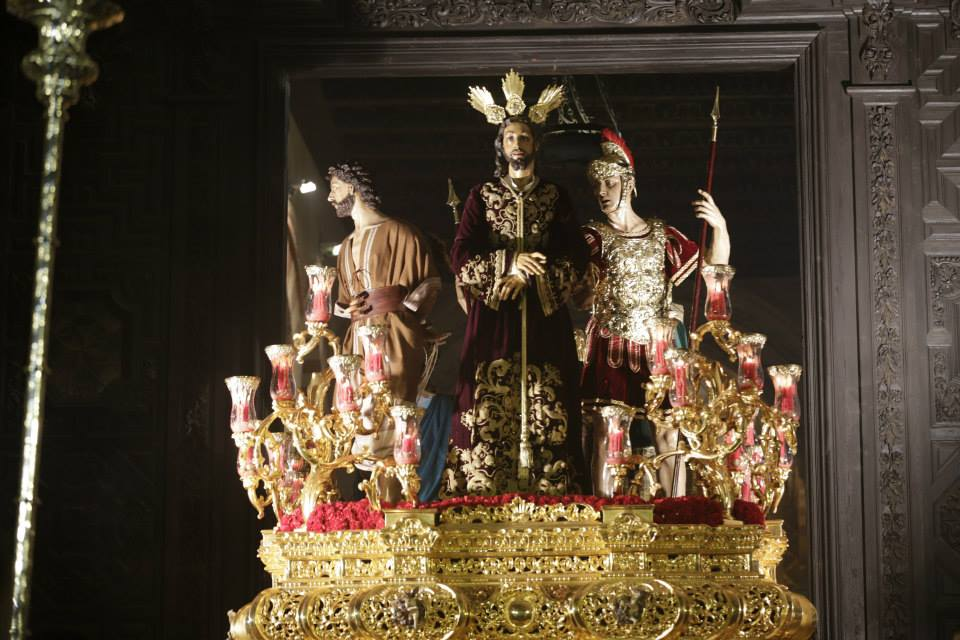
Misterio de Nuestro Padre Jesús de la Sentencia en la Santa Iglesia Catedral de Córdoba

- María Santísima de Gracia y Amparo:

La imagen de la Virgen es anónima del siglo XVIII. Procede de un antiguo convento, el de la victoria,  cuya advocación era de los Remedios. Según los inventarios de la parroquia de San Nicolás la Virgen en los años 50 recibe el nombre de Nuestra Señora de los Dolores. Actualmente recibe la  advocación de María Santísima de Gracia y Amparo desde 1976, restaurada por Rafael Orti Meléndez-Valdés en el mismo año. En el año 2004 la Virgen sufre una intervención profunda, en el que se encuentra un pergamino en el que informa que fue restaurada en 1771 por Luis Joseph Gómez. Esta obra está atribuida a los círculos de Gómez de Sandoval.
La imagen de la Virgen es de madera de cedro policromada con altura de 1,65 cm.
- Nuestra Señora de la Alegría:

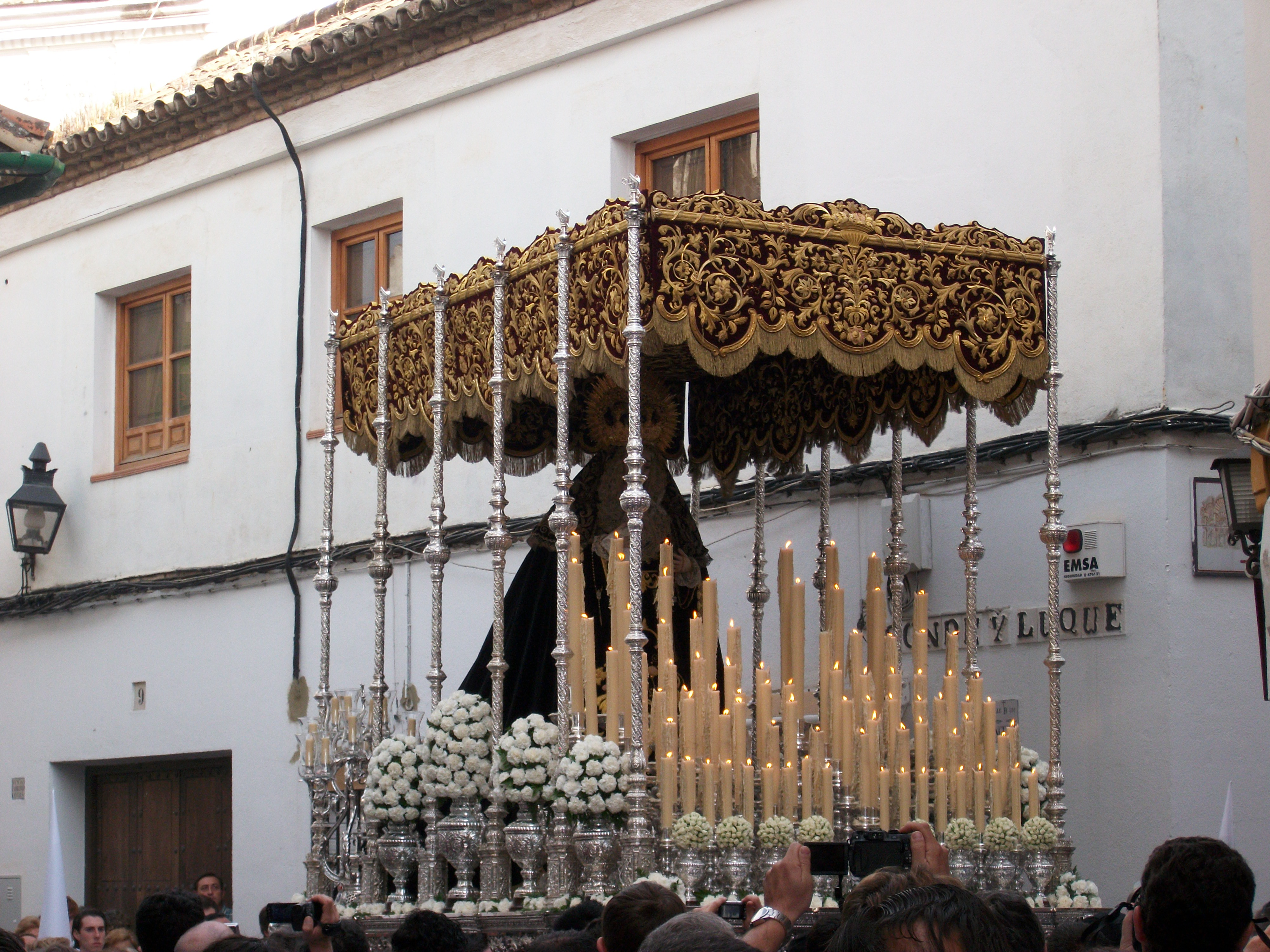
Palio de María Santísima de Gracia y Amparo

La Gloriosa imagen es obra de Miguel Ángel González Jurado en 1999. Viene sustituyendo a la anterior del siglo XVII, que ya era imposible de recuperar, en su mano izquierda porta el primitivo niño Jesús del siglo XVII.
La actual imagen se bendice en el año 1999 con la actual  advocación Nuestra Señora de la Alegría.
La imagen de la Virgen tiene una altura de 1,55 cm de madera de cedro.
El Niño es una imagen de academia completa del siglo XVII.

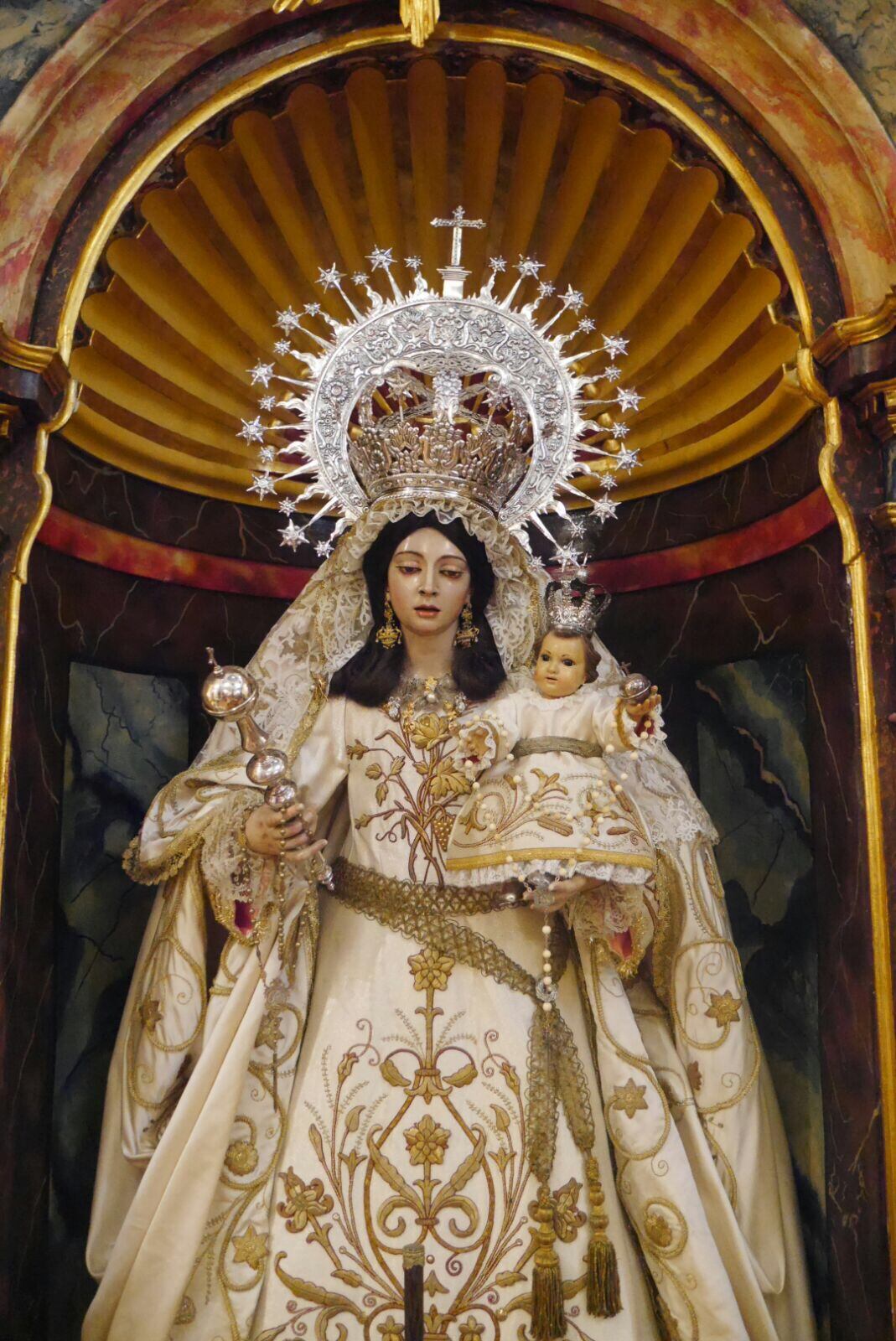
Nuestra Señora de la Alegría en su Ermita

## Insignias
Algunas de las más importantes insignias de la hermandad son:
- Cruz de guía: está realizada en madera, con la inscripción "Non Invenio In Eo Causam” con cantoneras de plata cinceladas, está realizada en los talleres de Viuda de Villarreal en 1988.

- Guion Sacramental: Es de estilo rococó, realizado en el siglo XVIII y bordada sobre tisú de plata. Está sustentado por un asta realizado por Emilio León, que nos inspira a la platería del siglo XVIII. Está compuesto por el ostensorio y la visión apocalíptica del cordero místico. Está también rematada por una cruz, réplica De la Cruz parroquial de San Nicolás.

- Simpecado: Es una pieza del siglo XVIII, en forma de lábaro con caídas laterales, con bordados en oro intercalando motivos vegetales con arquitectónicos. En cada pico se encuentra una borla de tocón de grandes dimensiones, realizada en hilos de oro y sedas. Contiene una pintura de D. Luis López de Pereda, que representa a la Virgen de la Alegría sobre una nube, en situación erguida, con El Niño  siguiendo modelos de pinturas del siglo XVIII.

- Guion de la vida: Es una pieza del siglo XVIII, cuyos bordados sin en oro, en el cual se representa el momento de la expectación de la Virgen María en el parto.

- Estandarte: es un mástil rematado con el escudo de la hermandad, por el cruza también otro mástil de terciopelo rojo cardenal con bordados del escudo de la hermandad. Estas labores están realizadas por las monjas del Císter.

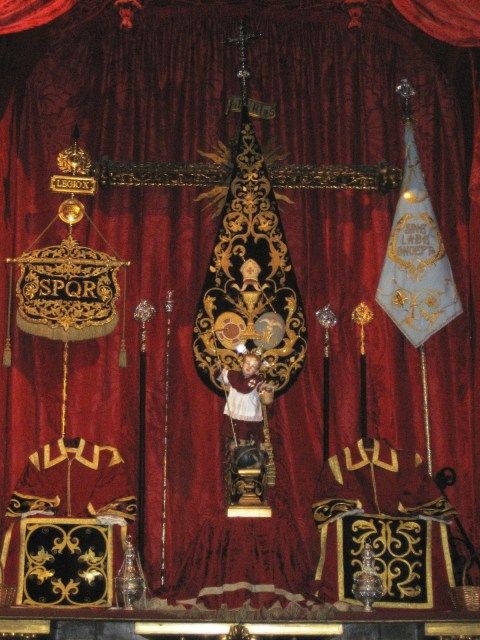
Detalle de las insignias de la Hermandad de la Sentencia

## Música
Esta hermandad tiene las siguientes bandas de música en el 2024
- Banda de cornetas y tambores Centuria Romana Macarena (Sevilla) en el paso de misterio.
- Banda Municipal "Nuestra Señora del Águila" de Alcalá de Guadaíra (Sevilla) en el segundo paso.

## Recorrido

### Recorrido. 2017
- Recorrido de Ida: Salida del Templo, Plaza de San Nicolás, San Felipe, Plaza Ramón y Cajal, Tesoro, Plaza de la Trinidad, Lope de Hoces, Paseo de la Victoria, Pintor López Obrero, Avenida Doctor Fleming, Campo Santo de los Mártires, Santa Teresa Jornet, Ronda de Isasa, CARRERA OFICIAL, Corregidor Luis de La Cerda, Plaza del Triunfo, Torrijos, Judería, Deanes, Conde y Luque, Plaza Agrupación de Cofradías, Blanco Belmonte, Barroso, Plaza de San Juan, Leopoldo de Austria, Plaza Pineda, Valladares, Plaza Ramón y Cajal, San Felipe, Plaza de San Nicolás, Entrada al Templo.
- Recorrido Oficial: Plaza del Triunfo, Torrijos
- Recorrido de Vuelta: Corregidor Luis de La Cerda, Plaza del Triunfo, Torrijos, Judería, Deanes, Conde y Luque, Plaza Agrupación de Cofradías, Blanco Belmonte, Barroso, Plaza de San Juan, Leopoldo de Austria, Plaza Pineda, Valladares, Plaza Ramón y Cajal, San Felipe, Plaza de San Nicolás, Entrada al Templo.

## Patrimonio musical
- Reina de San Nicolás, escrito por Enrique Báez Centella en el 1989.
- Tu Sentencia, escrito por Emilio José Escalante en el 2009.
- Nuestra Señora de Gracia y Amparo, escrita por la Banda Municipal de Gillena.
- Antes de morir, escrita por Sergio Larrinaga Soler y José R. Touzón Capote, 2011.

- La Sentencia, escrita por Jesús Navarro Muñoz. 2018
- Por Tu Gracia y Amparo, escrita por Daniel Albarrán. 2020